# Стафарда (Кунео)
Стафарда је насеље у Италији у округу Кунео, региону Пијемонт.
Према процени из 2011. у насељу је живело 45 становника. Насеље се налази на надморској висини од 268 м.